# Aligarh (film)
Pour plus de détails, voir Fiche technique et Distribution.
Aligarh (अलीगढ़, Aleegadh) est un film biographique indien réalisé par Hansal Mehta, sorti en 2015.

## Fiche technique
Sauf indication contraire, les informations mentionnées dans cette section peuvent être confirmées par la base de données cinématographiques IMDb,  présente dans la section « Liens externes ».
- Titre français : Aligarh
- Titre original : अलीगढ़ (Aleegadh)
- Réalisation : Hansal Mehta
- Scénario : Apurva Asrani
- Casting : Mukesh Chhabra
- Décors : Indranil Chowdhury
- Costumes : Pia Benegal
- Son : Mandar Kulkarni
- Photographie : Satya Nagpaul
- Montage : Apurva Asrani
- Musique : Karan Kulkarni
- Production : Sunil Lulla, Shailesh R. Singh
- Sociétés de production : Eros International, Karma Pictures
- Société de distribution : Eros International
- Pays d'origine :  Inde
- Langues : Hindi
- Format : Couleurs - 2,35:1 - DTS / Dolby Digital / SDDS - 35 mm
- Genre : Biographique, drame
- Durée : 114 minutes (1 h 54)
- Dates de sorties en salles :
  -  Inde : 26 février 2016

## Distribution
- Manoj Bajpayee[2] : Professeur Ramchandra Siras (en)
- Rajkummar Rao : Deepu Sebastian
- Ashish Vidyarthi : Anand Grover
- Ishwak Singh : Arvind Narayan
- Nutan Surya : Anjali Gopalan
- Divya Unny : le journaliste
- Suman Vaidya :  Shadab Qureshi